# Neelides minutus
Neelides minutus är en urinsektsart som först beskrevs av James P. Folsom 1901.  Neelides minutus ingår i släktet Neelides, och familjen dvärghoppstjärtar. Arten är reproducerande i Sverige.